# Boeing 767
Boeing 767 je středně velký dvoumotorový proudový širokotrupý dopravní letoun pro střední až velké vzdálenosti vyvinutý a od roku 1981 vyráběný společností Boeing Commercial Airplanes. Byl to první dvoumotorový širokotrupý letoun firmy Boeing a první dopravní letadlo se skleněným kokpitem a dvoučlennou posádkou. Stroj má dva dvouproudové motory, konvenční ocasní plochy a pro snížený aerodynamický odpor superkritický design křídla. Navržený byl jako menší širokotrupé letadlo, ve srovnání s dřívějším typem Boeing 747, s kapacitou 181 až 375 cestujících a doletem 3 850 až 6 385 námořních mil (4 431 až 7 340 mil; 7 130 až 11 825 km) v závislosti na variantě. Vývoj 767 probíhal v tandemu s úzkotrupým dvoumotorovým typem Boeing 757, čímž oba typy sdílely konstrukční rysy, které dovolily posádkám získat běžnou typovou kvalifikaci pro provoz obou modelů.
Boeing 767 se vyrábí ve třech délkách trupu. Původní model 767-200 vstoupil do služby v roce 1982, v roce 1986 následoval model 767-300 a varianta 767-400ER s prodlouženým doletem v roce 2000. Modely 767-200ER a 767-300ER s prodlouženým doletem vstoupily do služby v letech 1984 a 1988, zatímco v roce 1995 debutovala nákladní verze 767-300F. V rámci různých programů byly přestavěny i osobní modely řady 767-200 a 767-300 na nákladní verze, zatímco vojenské varianty zahrnují průzkumný letoun E-767, tankovací letouny KC-767 a KC-46 a VIP letouny. Mezi motory používané na modelu 767 patří General Electric CF6, Pratt & Whitney JT9D a PW4000 nebo Rolls-Royce RB211.
Prototyp letounu Boeing 767-200 (N767BA, výr. č. 22233/1) vzlétl 26. září 1981 z Paine Field se zkušební osádkou kapitána Toma Edmundse. Do komerčního provozu byl model 767 uveden společností United Airlines, která ho převzala 19. srpna 1982 a 8. září jej nasadila na lince Chicago–Denver. Letoun byl zpočátku provozován na domácích a mezikontinentálních trasách, během nichž prokazoval spolehlivost dvoumotorové konstrukce. Model 767 se také v roce 1985 stal prvním dvoumotorovým dopravním letounem, který byl použit na prodloužených zámořských letech. Poté se dostal do nepřetržité služby na středních až dálkových mezikontinentálních trasách. V roce 1986 zahájil Boeing studie ohledně větší kapacity modelu 767, což nakonec vedlo k vývoji typu Boeing 777. V 90. letech se stal typ 767 nejčastěji používaným dopravním letadlem pro transatlantické lety mezi Severní Amerikou a Evropou.
Dále je Boeing 767 prvním dvoumotorovým širokotrupým typem, který dosáhl 1 000 kusů dodaných letadel. Do května 2019 přijal Boeing 1 248 objednávek na model 767 od 74 zákazníků s 1 151 doručenými letouny. V červenci 2018 bylo celkem 742 těchto letadel v provozu. Nejoblíbenější variantou je 767-300ER s 583 dodanými kusy. Největším operátorem je se 77 letouny Delta Air Lines. Mezi konkurenty stroje patří Airbus A300, A310 a A330-200. Varianty 767, které nejsou určeny k přepravě cestujících, zůstaly v roce 2019 ve výrobě, zatímco nástupce pro osobní dopravu – Boeing 787 – do služby vstoupil v roce 2011.

## Varianty

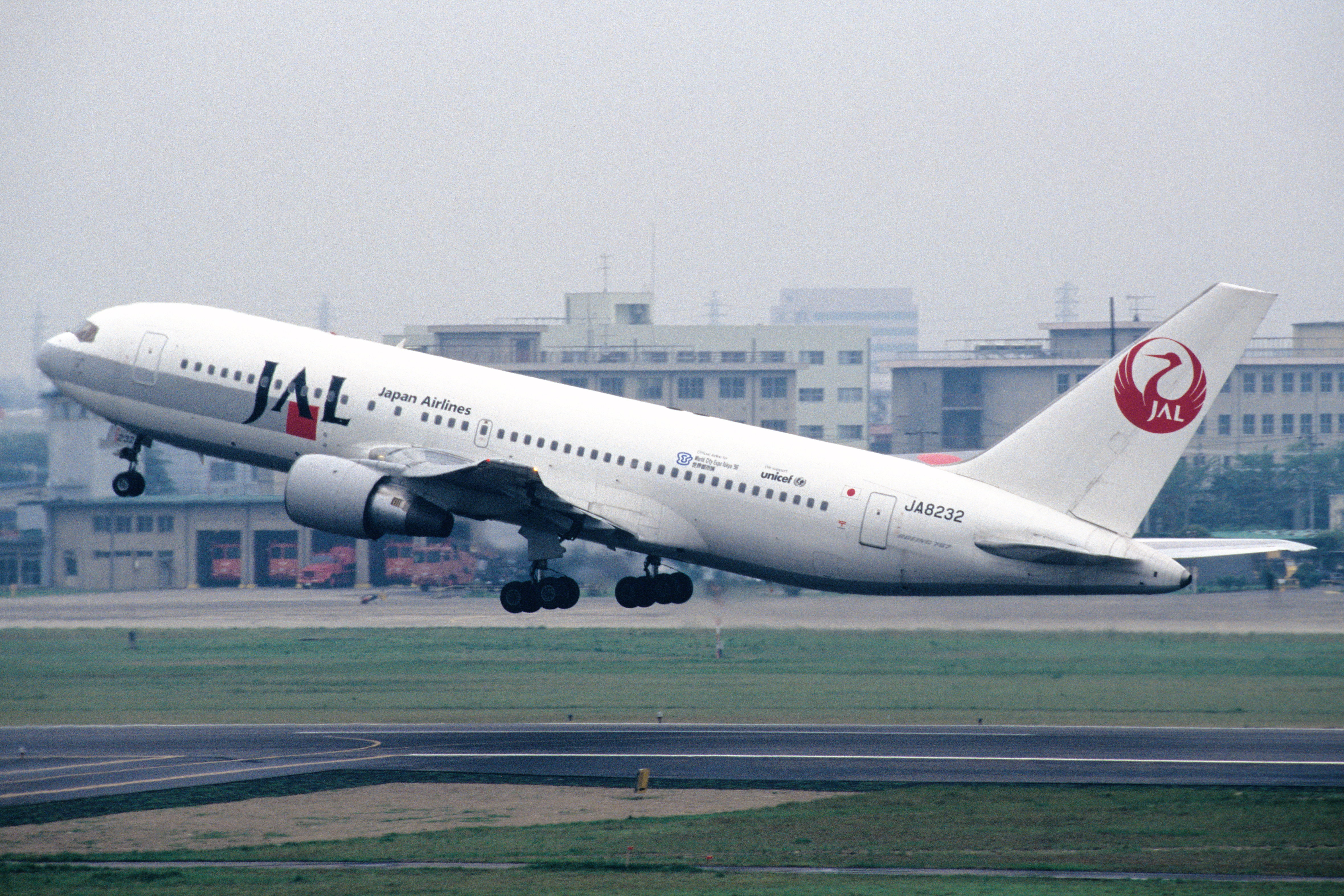
Nejkratší verze Boeing 767-200 Japan Airlines

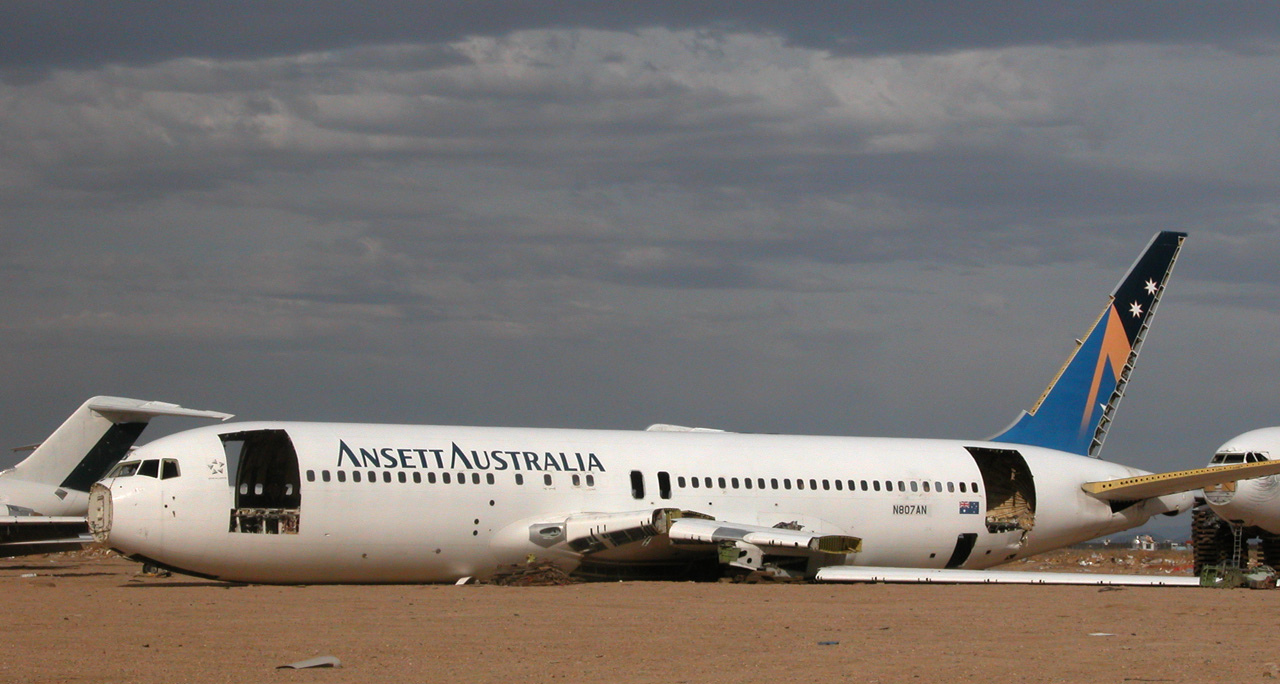
Ve stejné době, kdy nové B767 vyjíždějí z výrobní linky, jsou ty vysloužilé rozebírány a sešrotovány. Jako tato 767-204 společnosti Ansett Australia na Mojavském letišti

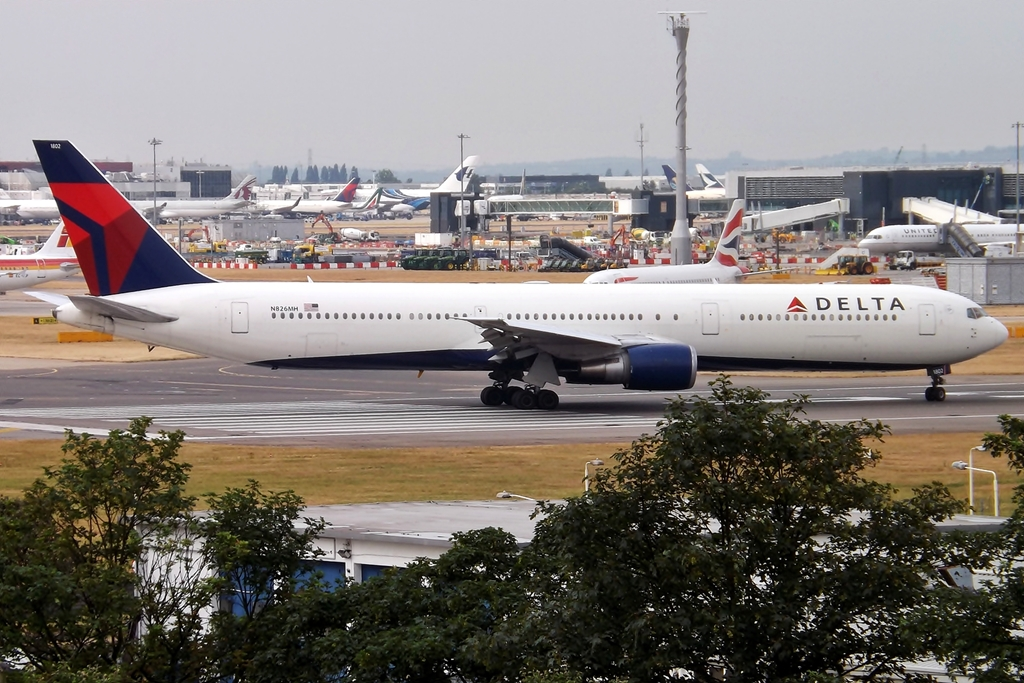
Nejdelší verze Boeingu 767 – Boeing 767-400 společnosti Delta Air Lines

767-200 je první model z rodiny Boeing 767. Výroba tohoto modelu začala 6. července 1979 a používal se v letech 1981 až 1994. Tento model nemá přímého nástupce, měl být nahrazen modelem Boeing 787-3. Ten se ale nakonec pro malý zájem zrušil.
767-200ER je verze Boeingu 767-200 s delším doletem (Extended Range) zalétaná 6. března 1984. Do provozu byl uveden 27. března 1984 leteckou společností El Al. Stal se prvním modelem Boeingu 767, který zaletěl non-stop transatlantický let (El Al, 4X-EAC, Seattle-Tel Aviv). Během své existence překonal několik dálkových letů pro dvoumotorová letadla. Tato verze byla nahrazena modelem Boeing 787-8.
767-300 je prodloužená verze Boeingu 767-200 o 6,43 m vyrobená pro Japan Airlines. Konstrukce centroplánu a přistávací zařízení byly zesíleny. První let absolvoval 30. ledna 1986 v Everettu (N767S), JAL B767-300 na své linky uvedla 20. října 1986 (JA8234).
767-300ER je verze modelu 767-300 s prodlouženým doletem a vyšší vzletovou hmotností. První vzlet proběhl 19. prosince 1986 v Everettu (N767GE), do provozu poprvé vstoupil u společnosti American Airlines 3. března 1988. V roce 1995 Boeing 767-300ER absolvoval jako první Boeing 767 transpacifický let.
767-300F je nákladní verze modelu Boeing 767-300ER vyrobená pro United Parcel Service. B767-300F má zesílený podvozek, konstrukci křídla, centroplán a podlahu, do níž byl nově vestavěn systém automatické manipulace s nákladem. Z trupu byla odstraněna okna a veškeré vybavení hlavní kabiny. První let nákladní verze absolvovala 20. června 1995 (N301UP), do provozu byl uveden 16. října 1995 společností UPS.
767-400ER je prodloužená verze modelu 767-300ER, která vyplnila mezeru na trhu a ve společnostech Delta Air Lines a Continental Airlines nahradila flotilu letounů Lockheed L-1011 a McDonnell Douglas MD-11. Křídlo s větším rozpětím bylo zakončeno zalomenými horizontálními winglety. B767-400ER poprvé vzlétl 9. října 1999 (N76400), do provozu vstoupil 15. září 2000 u dopravce Continental Airlines na lice Newark-Orlando.
Boeing 767AST (N767BA, výr. č. 22233/1) je letoun určený k monitorování drah balistických raket. Vznikl přestavbou prvního prototypu B767-200, který stál po vyřazení odstavený ve výrobním závodě v Seattlu. V červnu 1984 byl předán firmě Space and Communications, která byla pověřena vývojem. Ve výrobním závodě v Everettu byl stroj podroben celkové přestavbě, během které byla na horní část trupu instalována nástavba s elektronikou Hughes Aircraft Electro-O.D.S. dlouhá 26,2 m, která je schopná detekovat přilétající balistické rakety na vzdálenost 1852 km. Poslední modernizace palubního vybavení proběhlo v roce 1991 v rámci úkolů letounu během války v Perském zálivu. Osádku tvoří dva piloti, palubní technik a 14 operátorů-specialistů. Základnou B767AST je Military Flight Center v Seattlu.
Boeing E-767 AWACS je letoun včasné výstrahy vycházející z B767-200ER, jehož čtyři exempláře (č. 501 až 504) převzaly v letech 1998 a 1999 Japonské vzdušné síly sebeobrany. Od 25. března 1999 stroje vykonávají službu u 2. letky 601. AEW Group. Letouny pohání dvojice proudových motorů General Electric GE CF6-80C2, které jsou osazeny generátory Telephonics pro posílení palubní letecké sítě. Základním vybavením je vyhledávací radar Northrop Grumman AN/APY-2 s otočnou anténou o průměru 9,14 m, umístěnou na dvou pylonech nad zadní částí trupu. Osádku tvoří dva piloti a 19 operátorů-specialistů.
KC-767 Tanker Transport je model Boeing 767 určený na doplňování a přepravu paliva ve vzduchu. Tento model používají japonské síly sebeobrany a italské letectvo.
Letadlo čínského prezidenta – v roce 2000 koupila čínská vláda letoun Boeing 767-300ER jako letadlo pro prezidenta. Původně bylo vyrobeno pro americkou společnost Delta Air Lines, později ho koupila společnost China United Airlines. Po dodávce pro vládu bylo letadlo v San Antoniu v Texasu přestavěno pro potřeby prezidenta.

## Nehody a incidenty
Letadla Boeing 767 měla během existence 6 nehod s 568 oběťmi a dvě bez obětí. Stala se také pětkrát obětí únosu s 282 oběťmi. S typem Boeing 767 byly spáchány teroristické útoky 11. září 2001. Let č. 11 společnosti American Airlines, Boeing 767-223ER (N334AA) narazil do severní věže, let č. 175 společnosti United Airlines, Boeing 767-222 (N612UA) narazil do jižní věže WTC – Světového obchodního centra. 767-260ER společnosti Ethiopian Airlines byl unesen, během letu do Austrálie mu došlo palivo a piloti museli nouzově přistát na hladinu Indického oceánu u Komorských ostrovů. Přistání se nepovedlo a konstrukce letounu se zhroutila. Ze 175 lidí na palubě přežilo 50. Velkou pozornost vzbudila nehoda letu Lauda Air 004; Boeingu 767-3Z9ER (OE-LAV; Wolfgang Amadeus Mozart) se po startu z letiště v Bangkoku samovolně vysunul obraceč tahu. Letoun přešel do pádu a vinou přetížení se konstrukce letounu roztrhla ještě ve vzduchu. Všech 223 lidí zahynulo. Atlas Air 3591, zatím nejnovější letecká nehoda Boeingu 767-375(ER), se stala 23. února 2019. Příčinou havárie byla chyba pilota.

## Uživatelé

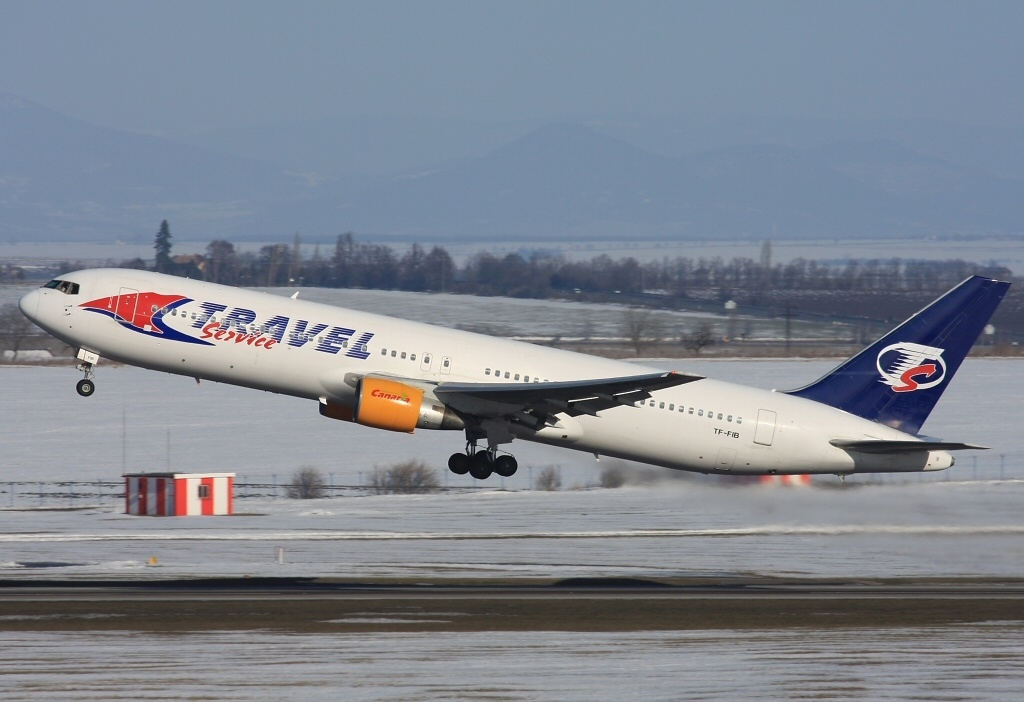
Jedinou českou společností, která provozovala typ Boeing 767, byl Travel Service

Jediná letecká společnost, která na českém území provozovala tento letoun byla společnost Travel Service. Typ Boeing 767-300ER registrace TF-FIB (výrobní číslo 25365) byl pronajat na zimní sezóny 2008/2009 a 2010/2011 od islandské společnosti Icelandair.
Americká společnost Delta Air Lines obsluhuje Boeingy 767-400 linku z Letiště JFK v New Yorku na Letiště Václava Havla Praha.

## Specifikace
| Varianta                            | 767-200(ER) | 767-300(ER/F) | 767-400ER |
| ----------------------------------- | --- | --- | --- |
| Posádka kokpitu                     | Dva | Dva | Dva |
| 3 třídy                             | 174 (15 1. třída, 40 Business class, 119 Economy class)                                                                                | 210 (18F, 42J, 150Y) | 243 (16F, 36J, 189Y)                                                                                                   |
| 2 třídy                             | 214 (18J, 196Y) | 261 (24J, 237Y) | 296 (24J, 272Y) |
| 1 třída (limit)                     | 245Y (290) | 290Y (351) | 409Y (375) |
| Cargo                               | 3 070 ft³ / 86,9 m³ | 4 030 ft³ / 114,1 m³ -300F: 15,469 ft³ / 438 m³, 24 88×108 na paletách | 4 905 ft³ / 138,9 m³                                                                                                   |
| Unit load device:s.32–36            | 22 LD2 | 30 LD2 | 38 LD2 |
| Délka                               | 159 ft 2 in / 48.51 m | 180 ft 3 in / 54.94 m | 201 ft 4 in / 61.37 m                                                                                                  |
| Rozpětí                             | 156 ft 1 in / 47.57 m | 156 ft 1 in / 47.57 m | 170 ft 4 in / 51.92 m                                                                                                  |
| Křídlo                              | 3,050 ft² / 283,3 m², 31,5° šípovitost                                                                                                 | 3,050 ft² / 283,3 m², 31,5° šípovitost | 3,130 ft² / 290.7 m²                                                                                                   |
| Trup                                | Exteriér: 17 ft 9 in / 5,41 m výška, 16 ft 6 in / 5,03 m šířka; Šířka kabiny: 186 in/ 4,72 m:s.30                                      | Exteriér: 17 ft 9 in / 5,41 m výška, 16 ft 6 in / 5,03 m šířka; Šířka kabiny: 186 in/ 4,72 m:s.30                                                                                       | Exteriér: 17 ft 9 in / 5,41 m výška, 16 ft 6 in / 5,03 m šířka; Šířka kabiny: 186 in/ 4,72 m:s.30                      |
| MTOW                                | std: 315 000 lb / 142 882 kg ER: 395 000 lb / 179 169 kg                                                                               | std: 350 000 lb / 158 758 kg ER/F: 412 000 lb / 186 880 kg | 450 000 lb / 204 116 kg                                                                                                |
| Max. užitečné zatížení              | 73 350 liber (33 271 kg) ER: 78 390 liber (35 557 kg)                                                                                  | 88 250 liber (40 030 kg) ER: 96 560 liber (43 799 kg) -300F: 119 000 liber (53 977 kg)                                                                                                  | 101 000 liber (45 813 kg)                                                                                              |
| OEW                                 | 176 650 lb / 80 127 kg ER: 181 610 lb / 82 377 kg                                                                                      | 189 750 lb / 86 069 kg ER: 198 440 lb / 90 011 kg -300F: 190 000 lb / 86 183 kg | 229 000 lb / 103 872 kg                                                                                                |
| Kapacita paliva                     | std: 16 700 US gal / 63 217 L (111 890 lb / 50 753 kg ), ER: 24 140 US gal / 91 380 L (161 740 lb / 73 364 kg)                         | std: 16 700 US gal / 63 217 L (111 890 lb / 50 753 kg ), ER: 24 140 US gal / 91 380 L (161 740 lb / 73 364 kg)                                                                          | std: 16 700 US gal / 63 217 L (111 890 lb / 50 753 kg ), ER: 24 140 US gal / 91 380 L (161 740 lb / 73 364 kg)         |
| Dolet                               | std: 3,900 námořních mil (7,223 km) 216 pax, 176,100 lb / 79,878 kg OEW, ISA:s.47 ER: 6,590 nmi / 12,200 km 81 pax (15F/40J/126Y), CF6 | std: 3,900 námořních mil (7,223 km) 269 pax, 187,900 lb / 85235 kg OEW, ISA:s.49 ER: 5,980 nmi / 11,070 km 218 pax (18F/46J/154Y), PW4000-300F: 3,225 nmi / 6 025 km52,7 tun už. zátěže | 5 625 nmi / 10 415 km245 pax (20F/50J/175Y), CF6                                                                       |
| Cestovní rychlost                   | Dlouhý dolet: 459 uzlů (850 km/h), Max: 486 uzlů (900 km/h) při 39,000 stop (11,887 m), Dostup: 43,100 stop (13,137 m)                 | Dlouhý dolet: 459 uzlů (850 km/h), Max: 486 uzlů (900 km/h) při 39,000 stop (11,887 m), Dostup: 43,100 stop (13,137 m)                                                                  | Dlouhý dolet: 459 uzlů (850 km/h), Max: 486 uzlů (900 km/h) při 39,000 stop (11,887 m), Dostup: 43,100 stop (13,137 m) |
| Délka vzletuMTOW, SL, 30 °C / 86 °F | std: 6,300 stop (1,920 m):s.58 ER: 2,480 m / 8,150 ft                                                                                  | 9,200 stop (2,804 m):s.64 ER/F: 2,650 m / 8,700 ft | 3,290 m / 10,800 ft |
| Motory (×2)                         | std: P&W JT9D / PW4000 / GE CF6-80 ER: RB211-524                                                                                       | ER/F: PW4000 / GE CF6-80 / RB211-524 std: P&W JT9D | GE CF6-80 / PW4000 |
| Tah (×2)                            | std: 48,000–52,500 pounds-force (0–0 kN) ER: 48,000–60,600 pounds-force (0–0 kN)                                                       | std: 48,000–60,600 pounds-force (0–0 kN) ER/F: 56,750–61,500 pounds-force (0–0 kN) | 60,600 pounds-force (0 kN)                                                                                             |